# Uroš Zorman
Uroš Zorman (9. ledna 1980, Kranj) je bývalý slovinský házenkář, který hrál jako středová spojka. Je považován za jednoho z nejlepších Slovinců v historii házené. Od roku 2022 je trenérem slovinské reprezentace a na klubové úrovni je od roku 2024 trenérem slovinského celku RD Slovan.
Stal se čtyřikrát vítězem Ligy mistrů (2004, 2008, 2009, 2016). V letech 2007 až 2009 vyhrál španělskou ligu. Dvakrát zvítězil ve Španělském poháru (2007 a 2008). Čtyřikrát se stal mistrem Slovinska (2002, 2005, 2006, 2010) a kromě roku 2005 se stal i vítězem Slovinského poháru v těchto letech. Sedmkrát v řadě vyhrál polskou ligu (2012–2018) a osmkrát Polský pohár (2011–2018).
Na ME 2004 se poprvé se svou zemí probojoval do finále evropského šampionátu, kde podlehli Německu. Za Slovinsko odehrál 225 zápasů a střelil 523 gólů (2002–2017). Na ME 2012 si připsal nejvíce asistencí ze všech hráčů (40) a byl vybrán do nejlepší sestavy turnaje.
Po konci kariéry se stal trenérem. Nejdříve jako asistent PGE Vive Kielce (2018–2020) a také u slovinské mužské reprezentace (2019–2021). V letech 2020 až 2024 byl hlavním manažerem týmu RK Trimo Trebnje, následně je součástí RD Slovan.

## Klubová kariéra
- ? – 2000 RD Slovan (Slovinsko)
- 2000 – 2003 RD Prule 67 (Slovinsko)
- 2003 – 2004 CB Ademar León (Španělsko)
- 2004 – 2006 RK Celje (Slovinsko)
- 2006 – 2009 BM Ciudad Real (Španělsko)
- 2009 – 2011 RK Celje (Slovinsko)
- 2011 – 2018 PGE Vive Kielce (Polsko)